# 高峰 (1974年12月)
高峰（1974年12月—），安徽桐城人，中共党员，现任安徽师范大学副校长。

## 生平
1996年本科毕业于安徽师范大学化学系并留校任教。2002年于安徽师范大学获硕士学位，2007年于中国科学院化学研究所/安徽师范大学获博士学位（联合培养）。2007年至2009年，在法国国家科学研究中心做博士后。曾任安徽师范大学化学与材料科学学院副院长、院长，2019年晋升二级教授。2023年5月，任安徽师范大学党委常委、副校长。

## 学术贡献
主要从事生物材料合成及传感与成像分析研究。主持国家自然科学基金项目、教育部新世纪优秀人才支持计划项目、安徽省杰出青年基金项目等项目10余项，在Nat. Commun., Angew. Chem. Int. Ed., J. Am. Chem. Soc., Adv. Funct. Mater., ACS Nano等期刊发表学术论文100余篇。曾获安徽省自然科学奖二等奖2项（2005，2018）、第十二届安徽青年科技奖（2011）等奖项。